# Chuck McCann (acteur)
Pour les articles homonymes, voir McCann et Chuck McCann.
Charles Jonathan Thomas McCann, dit Chuck McCann, est un acteur, réalisateur, et producteur américain né le 2 septembre 1934 à New York (État de New York) et mort le 8 avril 2018 à Los Angeles (Californie).

## Filmographie

### comme acteur
- 1968 : The Heart Is a Lonely Hunter : Spiros Antonapoulos
- 1971 : The Projectionist : Projectionist / Captain Flash
- 1971 : Hansu Kurushitan Anderusan no sekai : Uncle Oley (voix)
- 1971 : Jennifer on My Mind de Noel Black : Sam
- 1972 : Play It As It Lays, de Frank Perry : Abortionist's Assistant
- 1974 : Le Nouvel Amour de Coccinelle (Herbie Rides Again) de Robert Stevenson : Loostgarten
- 1975 : Linda Lovelace for President
- 1976 : Survival : Chuck
- 1976 : La Dernière Folie de Mel Brooks (Silent Movie) : Studio Gate Guard
- 1978 : Drôle d'embrouille (Foul Play) : Theatre manager
- 1978 : They Went That-A-Way & That-A-Way (en) : Wallace
- 1979 : Up Yours - A Rockin' Comedy
- 1979 : C.H.O.M.P.S. de Don Chaffey : Brooks
- 1981 : Lunch Wagon : The Turtle
- 1982 : The Comeback Trail : Enrico Kodac
- 1984 : Hotel Monplaisir (The Rosebud Beach Hotel) : Harold Dorfman
- 1986 : Hamburger... The Motion Picture : Doctor Mole
- 1986 : Skate Gang (Thrashin') : Sam Flood
- 1987 : G.I. Joe: The Movie (vidéo) : Leatherneck (voix)
- 1989 : That's Adequate : Lowell Westbrook
- 1989 : Cameron's Closet : Ben Majors
- 1990 : Guns : Abe
- 1990 : La Bande à picsou: le trésor de la lampe perdue (DuckTales: The Movie - Treasure of the Lost Lamp) : Duckworth (voix)
- 1992 : Ladybugs : Bartender
- 1992 : Storyville : Pudge Herman
- 1993 : Sacré Robin des Bois (Robin Hood: Men in Tights) : Villager
- 1995 : Dracula, mort et heureux de l'être (Dracula: Dead and Loving It) : Innkeeper
- 2003 : They Call Him Sasquatch : Bob Mabely
- 2004 : Mickey's Twice Upon a Christmas (vidéo) : Santa Claus (voix)

#### Télévision
- 1959 : Hobby Lobby (série télévisée) : Wallis Swine
- 1962 : Les Jetson (The Jetsons) (série télévisée) : Additional Voices (voix)
- 1966 : Cool McCool (série télévisée) : Number One / Jack-in-the-Box / Madcap / Rattler / Hurricane Harry / Owl (voix)
- 1969 : Turn-On (série télévisée)
- 1970 : Happy Days (série télévisée)
- 1971 : Arnold's Closet Revue (téléfilm)
- 1973 : The Girl Most Likely to... (en) (téléfilm) : Coach
- 1973 : Columbo : Subconscient (Double Exposure) : Roger White
- 1974 : Kojak (série télévisée) saison 1 épisode 16 (Dix-huit heures de panique) : Lloyd Tatum
- 1974 : la petite maison dans la prairie (série télévisée) saison 1 épisode (La cloche de Tinker Jones) : Tinker Jones
- 1975 : A Cry for Help (en) (téléfilm) : Buddy Marino
- 1975 : Far Out Space Nuts (série télévisée) : Barney
- 1975 : La Petite Maison dans la prairie (The House on the Prairie) (série télévisée) saison 1, épisode 11 (La cloche de Tinker Jones (The voice of Tinker Jones)) : Tinker Jones
- 1976 : Starsky et Hutch : Le Silence : Larry Horvath
- 1976 : How to Break Up a Happy Divorce (en) (téléfilm) : Man with hangover
- 1977 : Starsky et Hutch : Le Clown : Wally Stone
- 1977 : All That Glitters (série télévisée) : Bert Stockwood
- 1977 : The C.B. Bears (série télévisée) : Boogie / Blubber (voix)
- 1977 : Sex and the Married Woman (téléfilm) : Jim Cutler
- 1979 : A New Kind of Family (série télévisée) : Harold Zimmerman
- 1979 : The New Shmoo (série télévisée) : Billy Joe (voix)
- 1979 : Scooby-Doo et Scrappy-Doo (Scooby-Doo and Scrappy-Doo) (série télévisée) : Additional Voices (voix)
- 1979 : Fred and Barney Meet the Shmoo (série télévisée) : Billy Joe (voix)
- 1980 : If Things Were Different (téléfilm) : Farmer Frank
- 1980 : Drak Pack (série télévisée) : Mummy Man (voix)
- 1982 : Mae West (téléfilm) : W.C. Fields
- 1982 : Pac-Man (Pac-Man) (série télévisée) : Blinky / Pinky (voix)
- 1982 : Christmas Comes to PacLand (téléfilm) : Blinky / Pinky / O'Pac (voix)
- 1983 : Likely Stories, Vol. 3 (téléfilm) : Ralph Warner
- 1983 : Carpool (téléfilm) : Detective Ryan
- 1984 : The Get-Along Gang (série télévisée) : Additional Voices (voix)
- 1985 : G.I. Joe (série télévisée) : Leatherneck (voix)
- 1986 : G.I. Joe: Arise, Serpentor, Arise! (téléfilm) : Leatherneck (voix)
- 1987 : Ducktales: Treasure of the Golden Suns (TV) : Duckworth / Burger Beagle / Bouncer Beagle (voix)
- 1987 : Santa Barbara ("Santa Barbara") (série TV) : Kris Kringle (1987-1988)
- 1988 : Scooby-Doo : Agence Toutou Risques (A Pup Named Scooby-Doo) (série TV) : Additional Voices (voix)
- 1989 : Rodney Dangerfield: Opening Night at Rodney's Place (TV) : Watson / Ed McMahon
- 1989 : Ring Raiders (en) (série TV) : Baron Von Clawdeitz
- 1989 : Super Ducktales (TV) : Duckworth / Burger Beagle / Bouncer Beagle (voix)
- 1991 : The Toxic Crusaders (série TV) : Additional Voices (voix)
- 1991 : Où est Charlie? ("Where's Waldo?") (série TV) : Additional Voices (voix)
- 1994 : The Fantastic Four (série TV) : The Thing / Benjamin J. Grimm (voix)
- 1994 : Come Die with Me: A Mickey Spillane's Mike Hammer Mystery (TV)
- 1997 : Invasion (TV) : Head of the Center For Disease Control
- 1998 : Les Supers Nanas (The Powerpuff Girls) (série TV) : Ameoba Boys / Additional Voices (voix)
- 1998 : Silver Surfer : The Thing (voix)
- 2009 : L'Amour aux deux visages (Citizen Jane) (TV) : Juge Thomas

### comme réalisateur
- 1971 : Hansu Kurushitan Anderusan no sekai

### comme producteur
- 1971 : Hansu Kurushitan Anderusan no sekai